# Bee Gees Sing and Play 14 Barry Gibb Songs
Bee Gees Sing and Play 14 Barry Gibb Songs – pierwszy studyjny album grupy Bee Gees. Wydany został w listopadzie 1965 przez australijską wytwórnię Leedon Records.
To kompilacja najlepszych singli z poprzednich trzech lat (wydanych tylko w Australii) zawierająca wiele stylów muzycznych. Album zawiera pięć nowych utworów: „I Was a Lover, a Leader of Men”, „And the Children Laughing”, „I Don’t Think It’s Funny”, „How Love Was True”, „To Be or Not to Be”.
W roku 1964 utwory takie jak „Peace of Mind”, „Claustrophobia” i „Could It Be” zostały rozsławione przez, popularny wtedy, magazyn muzyczny Mersey Beat. Późniejsze single „Follow the Wind” i „And the Children Laughing” pokazały „folkowy styl” lata roku 1965. Album był innowacją w stylistyce grupy Bee Gees, gdyż było to połączenie hard rocka z bluesem.
Longplay nie został wydany w wersji CD w pierwotnym formacie. Bardzo trudno jest znaleźć oryginalne wydanie tego LP.

## Lista utworów
| 1.  | „I Was a Lover, a Leader of Men” | 3:35  |
|     |                                  |       |
| 2.  | „I Don’t Think It’s Funny”       | 2:52  |
|     |                                  |       |
| 3.  | „How Love Was True”              | 2:12  |
|     |                                  |       |
| 4.  | „To Be or Not to Be”             | 2:10  |
|     |                                  |       |
| 5.  | „Timber”                         | 1:46  |
|     |                                  |       |
| 6.  | „Claustrophobia”                 | 2:14  |
|     |                                  |       |
| 7.  | „Could It Be”                    | 2:03  |
|     |                                  |       |
| 8.  | „And the Children Laughing”      | 3:20  |
|     |                                  |       |
| 9.  | „Wine and Women”                 | 2:52  |
|     |                                  |       |
| 10. | „Don’t Say Goodbye”              | 2:23  |
|     |                                  |       |
| 11. | „Peace of Mind”                  | 2:20  |
|     |                                  |       |
| 12. | „Take Hold of That Star”         | 2:38  |
|     |                                  |       |
| 13. | „You Wouldn’t Know”              | 2:05  |
|     |                                  |       |
| 14. | „Follow the Wind”                | 2:07  |
|     |                                  |       |
|     |                                  | 34:37 |
|     |                                  |       |